# Raghubar Das

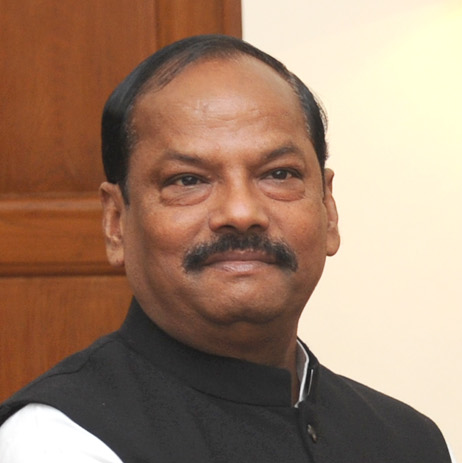
Raghuvar Das (2015)

Raghubar Das (Hindi रघुवर दास, * 3. Mai 1955 bei oder in Jamshedpur, Bihar, heute Jharkhand, Indien) ist ein indischer Politiker und seit dem 31. Oktober 2023 Gouverneur des Bundesstaats Odisha. Vom 28. Dezember 2014 bis zum 29. Dezember 2019 war er Chief Minister des indischen Bundesstaats Jharkhand.

## Biografie
Raghubar Das wurde im Süden des Bundesstaats Bihar (heute Teil von Jharkhand) als viertes von sechs Kindern in einfachen Verhältnissen geboren. Sein Vater Chawan Das war Arbeiter in den Tata-Stahlwerken von Jamshedpur. Seine Familie gehörte der Teli-Hindu-Kaste an und stammte ursprünglich wohl aus dem benachbarten  Chhattisgarh. Das besuchte zunächst die Bhalubasa Harijan High School in Jamshedpur und anschließend das Jamshedpur Co-operative College wo er den Grad eines B.Sc. und einen Abschluss in Rechtswissenschaften (LL.B) erwarb. Nach seinem Studienabschluss arbeitete er in den Tata-Stahlwerken. Während der Zeit des durch Premierministerin Indira Gandhi verhängten Ausnahmezustandes 1975–1977 beteiligte er sich an Widerstandsaktionen und wurde deswegen zeitweilig inhaftiert. 1977 schloss er sich der neu gegründeten Janata Party an. Als sich die Bharatiya Janata Party (BJP) 1980 von der Janata Party abspaltete, gehörte er zu den BJP-Mitgliedern der ersten Stunde. In den folgenden Jahren stieg er allmählich in der örtlichen Parteihierarchie der BJP auf. 1995 wurde er erstmals als BJP-Kandididat im Wahlkreis 291-Jamshedpur bei der Parlamentswahl in Bihar aufgestellt. Er gewann den Wahlkreis und war auch bei der folgenden Wahl 2000 dort erfolgreich. Nachdem im Jahr 2000 der Bundesstaat Jharkhand aus Teilen von Bihar gebildet worden war, nahm Das verschiedene Funktionen in den Regierungen von Jharkhand wahr. Bei den Wahlen zum Parlament von Jharkhand 2005, 2009 und 2014 war er im Wahlkreis 48-Jamshedpur East erfolgreich. 2004 bis 2005 und erneut 2009 war er Vorsitzender der regionalen Parteiorganisation der BJP in Jharkhand.
Bei der Parlamentswahl in Jharkhand am 23. Dezember 2014 gewann die BJP (zum Teil noch infolge der Modi wave im Gefolge der gesamtindischen Parlamentswahl 2014) 31,3 % der Stimmen und 37 von 81 Wahlkreisen. Am 28. Dezember 2014 wurde Raghubar Das zum neuen Chief Minister an der Spitze einer Koalitionsregierung von BJP und All Jharkhand Students Union gewählt. Er war der erste Chief Minister in Jharkhand, der nicht der Adivasi-Stammesbevölkerung entstammte. Außerdem war er der erste Chief Minister, der im politisch instabilen Bundesstaat Jharkhand eine volle Amtszeit von fünf Jahren vollenden konnte. Alle seine Amtsvorgänger waren vor Ende ihrer Amtszeit abgewählt worden oder waren zurückgetreten. Die Parlamentswahl in Jharkhand im November/Dezember 2019 ging allerdings für ihn und die BJP verloren. 
Am 23. Dezember 2019 erklärte Das seinen Rücktritt, blieb aber noch bis zur Vereidigung seines Nachfolgers Hemant Soren am 29. Dezember 2019 im Amt.
Am 31. Oktober 2023 wurde er als Gouverneur des Bundesstaats Odisha vereidigt.

## Persönliches
Am 11. März 1978 heiratete Das Rukmani Devi, mit der er eine Tochter und einen Sohn hat.